# Llers
Llers es un municipio español de la comarca del Alto Ampurdán en la provincia de Gerona, comunidad autónoma de Cataluña. Cuenta con una población de 1248 habitantes (INE 2024).
Actualmente Llers sirve como ciudad dormitorio de Figueras, a pesar de que la tradición de tratar la tierra se sigue llevando a cabo, incluso la ganadería aunque la dedicación es mucho menor que en tiempos anteriores.

## Geografía
Integrado en la comarca de Alto Ampurdán, se sitúa a 48 kilómetros de la capital provincial. El término municipal está atravesado por la Autopista del Mediterráneo (AP-7) y por la carretera N-II entre los pK 759 y 760, además de por carreteras locales que permiten la comunicación con Figueras, Aviñonet y Terradas. 
El relieve del municipio es bastante accidentado por el oeste, con colinas y cordilleras de poca elevación. Situado en las últimas estribaciones de la cordillera prepirenaica, hay bastantes torrentes que van a parar a los ríos Manol y Muga, el último de los cuales hace de límite con Pont de Molíns. En la zona oriental, hay unos terrenos más llanos, ya en contacto con la llanura del Ampurdán, por donde pasaba el «camino de la Calzada» o vía romana que durante la Edad Media fue llamado camino del Francés y servía de límite de los antiguos condados de Besalú y Empúries-Peralada. La altitud oscila entre los 220 metros al noroeste y los 35 metros a orillas del río Muga. El pueblo se alza a 192 metros sobre el nivel del mar. 
| Noroeste: Buadella | Norte: Pont de Molíns | Noreste: Pont de Molíns |
| Oeste: Terradas    |                       | Este: Cabanas           |
| Suroeste: Vilanant | Sur: Aviñonet         | Sureste: Figueras       |

## Historia
Su situación fronteriza durante la Edad Media convirtió al término municipal de Llers en la zona más fortificada del Ampurdán, siendo una de las zonas más ricas de Cataluña. La villa tenía un castillo de baronía del cual dependían once más. El término del castillo era mucho más extenso que el actual municipio. Hasta el siglo XVII el pueblo vecino de las Escaules pertenecía a Llers y hasta mediados del siglo XVIII el lugar Molins, actual Pont de Molins, también pertenecía a Llers.
Sus habitantes padecieron los efectos de las Guerras Carlistas, pero el peor desastre llegó con la Guerra Civil. El 8 de febrero de 1938 las tropas republicanas se retiraban precipitadamente hacia la frontera y se decidió volar los 200 kilos de trilita que estaban almacenados en la iglesia. La explosión tuvo efectos devastadores, destruyendo completamente la población. La violencia del estallido fue tal, que en donde estaba el templo únicamente quedó un gran agujero. Afortunadamente los vecinos fueron avisados evitándose una masacre, aunque falleció el alcalde
El grado de destrucción causó una gran impresión y la tragedia fue recogida con amplitud en la prensa de la época. Franco adoptó la localidad, ordenando prioridad absoluta a su reconstrucción, que finalizó en 1943. Se construyó un barrio a unos 500 metros del casco antiguo, denominado Nuevo y se ordenó que no se pudieran restaurar algunas de las casas, para que se recordara la maldad de los rojos.
El castillo está declarado bien cultural de interés nacional, en virtud de lo dispuesto en la Ley 9/1993, de 30 de septiembre, del Patrimonio Cultural Catalán.

## Demografía
Llers cuenta con una población de 1248 habitantes (INE 2024).
| Gráfica de evolución demográfica de Llers entre 1842 y 2021                                                         |
| |
| Población de derecho según los censos de población del INE Población de hecho según los censos de población del INE |

### Población por núcleos
Desglose de población según el Padrón Continuo por Unidad Poblacional del INE.
| Núcleos       | Habitantes (2014) | Varones | Mujeres |
| ------------- | ----------------- | ------- | ------- |
| Els Hostalets | 490               | 249     | 241     |
| La Vall       | 56                | 27      | 29      |
| Llers         | 521               | 264     | 257     |
| Poble Nou     | 175               | 79      | 96      |

## Administración
| Periodo   | Nombre                | Partido             |
| --------- | --------------------- | ------------------- |
| 1979-1983 | Pere Martí Vila       | CIU                 |
| 1983-1987 | Pere Martí Vila       | CIU                 |
| 1987-1991 | Pere Martí Vila       | CIU                 |
| 1991-1995 | Pere Martí Vila       | CIU                 |
| 1995-1999 | Pere Martí Vila       | CIU                 |
| 1999-2003 | Angela Blanch Bagó    | PSC                 |
| 2003-2007 | Carles Fortiana Costa | Convergència i Unió |
| 2007-2011 | Carles Fortiana Costa | Convergència i Unió |
| 2011-2015 | Carles Fortiana Costa | Convergència i Unió |

## Economía

### Evolución de la deuda viva
El concepto de deuda viva contempla sólo las deudas con cajas y bancos relativas a créditos financieros, valores de renta fija y préstamos o créditos transferidos a terceros, excluyéndose, por tanto, la deuda comercial.
| Gráfica de evolución de la deuda viva del ayuntamiento entre 2008 y 2014                             |
| |
| Deuda viva del ayuntamiento en miles de Euros según datos del Ministerio de Hacienda y Ad. Públicas. |

La deuda viva municipal por habitante en 2014 ascendía a 508,35 €.

## Ferias y Fiestas
El día 20/04/08 se inauguró la primera Lonja del vehículo clásico (Llotja del vehicle classic) FIRA/MERCAT, de las 9 h a las 14 h, donde se pudo encontrar todo tipo de piezas y recambios para motos y coches históricos, así como una gran variedad de vehículos de dos y cuatro ruedas, restaurados o no, es la primera FIRA de estas características del Alto Ampurdán, organizada por la Associació Carnavalesca Kalitub's y con el soporte del Exmo. Ayuntamiento de Llers.
El 23 y 24 de junio se celebra la Feria de la Bruja de Llers, con espectáculos y actuaciones por el casco antiguo del pueblo (El Ramal).

## Curiosidades
En el siglo XIX era mucha la gente que decía que en Llers habitaban todo tipo de brujas, vampiros y espectros del más allá, por eso mucha gente iba simplemente a ver si sus deseos se cumplían. En el castillo de Llers se dice que habitó el legendario Conde Estruch, uno de los escasos mitos españoles sobre el vampirismo.
El poeta ampurdanés Carles Fages de Climent publicó en 1924 un libro de poemas Les bruixes de Llers (en castellano: Las brujas de Llers), con ilustraciones de un entonces desconocido Salvador Dalí.